# سکوروتیتسه
سکوروتیتسه (به چکی: Skorotice) یک منطقهٔ مسکونی در جمهوری چک است که در ناحیه ژدار ناد سازاووو واقع شده‌است. سکوروتیتسه ۷٫۰۸ کیلومتر مربع مساحت و ۱۳۷ نفر جمعیت دارد و ۳۸۱ متر بالاتر از سطح دریا واقع شده‌است.